# Resolució 33 del Consell de Seguretat de les Nacions Unides
La Resolució 33 del Consell de Seguretat de les Nacions Unides, aprovada el 27 d'agost de 1947, va acceptar algunes i va rebutjar altres de les recomanacions de l'Assemblea General de les Nacions Unides sobre el canvi d'algunes paraules en la normativa de procediments del Consell de Seguretat.
La resolució va ser adoptada per deu vots a favor i amb l'abstenció de Austràlia.